# Северный (Башкортостан)
Се́верный (баш. Төньяҡ) — деревня в Абзелиловском районе Республики Башкортостан России, относится к Альмухаметовскому сельсовету.

## Географическое положение
Расположена в Башкирском Зауралье, между озёрами Улянды и Сухим, вблизи границы республики и Челябинской области. Находится в 12 км к северу от села Целинного (17 км по автодорогам), в 29 км к юго-востоку от районного центра селаАскарова (38 км по автодорогам), в 30 км к юго-западу от города Магнитогорска, в 255 км к юго-востоку от столицы республики города Уфы.
По окраине деревни проходит региональная автодорога 80Н-071 Давлетово — Альмухаметово. Недалеко от деревни проходит железнодорожная ветка Магнитогорск — Сибай, ближайшая станция Сухое Озеро находится в 5,5 км к северо-востоку от деревни.

## История
Деревня возникла в 1942 году как лагерь трудармейцев, лиц немецкой национальности ОЛБ-12 треста «Тагилстрой». С 1954 года отделение вновь созданного совхоза «Урал». Статус деревни имеет с 2005 года.

## Инфраструктура
В деревне имеются начальная школа, фельдшерско-акушерский пункт, клуб.
В январе 2015 года деревня полностью перешла на снабжение от ветросолнечной электростанции, таким образом, став первым в республике населённым пунктом с автономным электроснабжением на основе возобновляемых источников энергии.

## Население
| 1959 | 1968 | 1970 | 1979 | 1989 | 2002 | 2009 |
| ---- | ---- | ---- | ---- | ---- | ---- | ---- |
| 379  | ↗413 | ↘395 | ↘346 | ↗351 | ↘332 | ↘315 |
| 2010 |      |      |      |      |      |      |
| ↘292 |      |      |      |      |      |      |

Историческая численность населения: 1959 г. — 370 чел.; 1989 г. — 351 человек.
Национальный состав
Согласно переписи 2002 года, преобладающие национальности: башкиры (44 %), русские (33 %).
По переписи 1979 года, преобладающей национальностью в деревне являлись немцы.

## Достопримечательности
Рядом находится озеро Улянды - восточный берег которого является ботаническим памятником природы.
Также в 3 км находится озеро Сухое.